# Sinawava
Sinawava (Sinawavi, Cenawavi, Sinawapi, Sina'avi, Sunawavi, Cunawabi, Cin-An-Ev), Sinawava je Kojot, kulturni heroj mitologije Indijanaca Ute i Chemehuevi. Iako je riječ o prevarantu čije neozbiljno, neodgovorno ponašanje neprestano stvara nevolje svima oko sebe, kojot također igra ozbiljniju ulogu dobročinitelja i učitelja ljudi.